# لمحة عامة عن الصومال

موقع الصومال

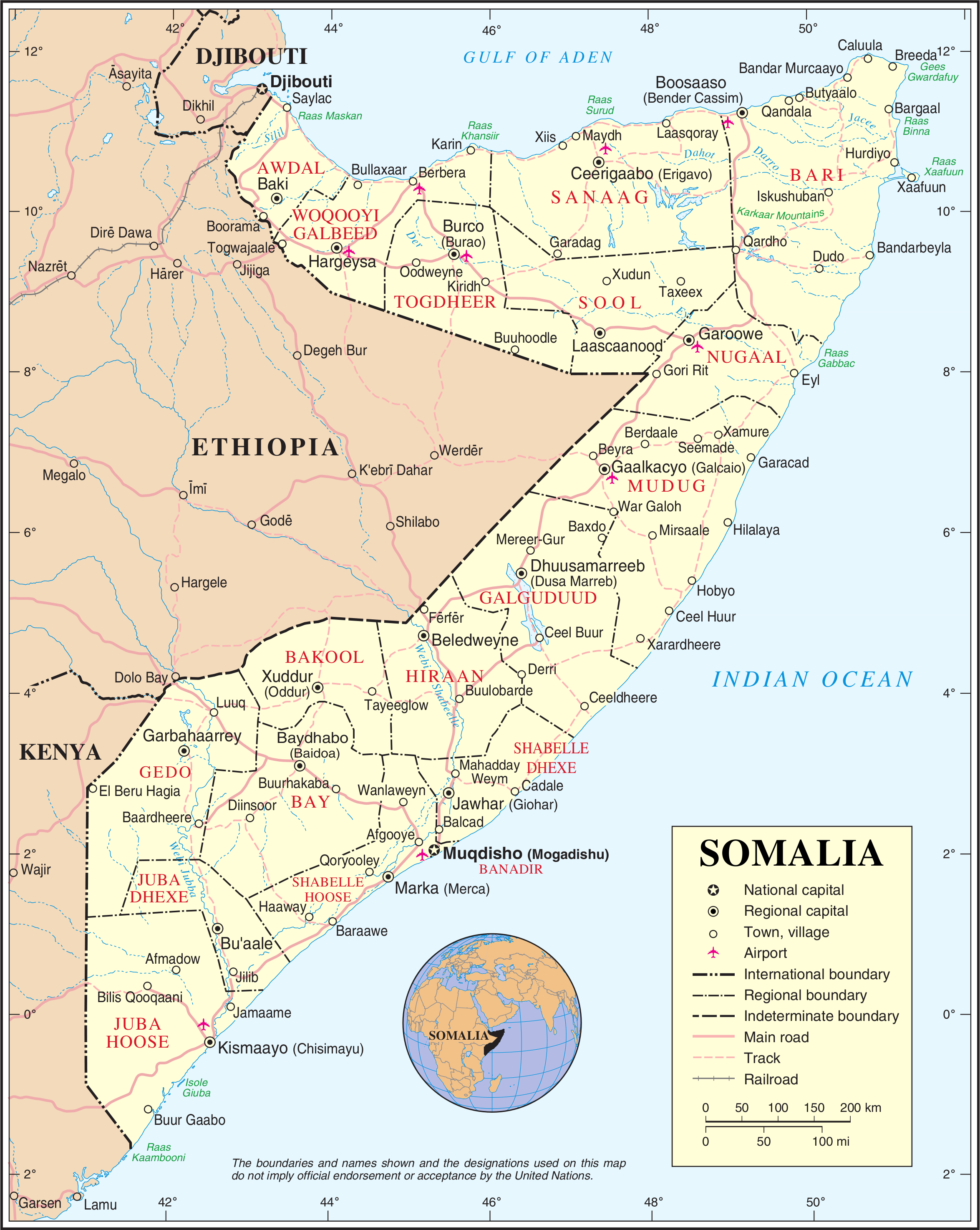
خريطة موسعة للصومال

تقدم هذه المقالة الخطوط العريضة ولمحة عامة ودليل المواضيع العامة عن الصومال:
الصومال – دولة تقع في القرن الأفريقي، تحدها إثيوبيا من الغرب، وجيبوتي من الشمال الغربي، وخليج عدن من الشمال، ومضيق غواردافوي والساحل الصومالي من الشرق، وكينيا من الجنوب الغربي، وتملك الصومال أطول خط ساحلي على البر الرئيسي لإفريقيا، وتتكون تضاريسها بشكل رئيسي من الهضاب والسهول والمرتفعات. وتشهد مناخا متوسط الحرار على مدار العام، إلى جانب رياح موسمية دورية وأمطار غير منتظمة.

## معلومات عامة
- ألفبائية صوتية دولية : /soʊˈmɑːliə/ soh-MAH-lee-ə
- الاسم باللغة الإنجليزية: الصومال

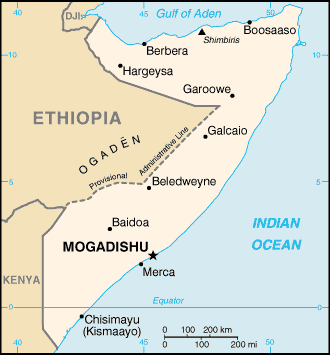
خريطة أساسية موسعة للصومال

- الاسم الرسمي باللغة الإنجليزية: Federal Republic of Somalia
- الأسماء المحلية الشائعة:
- الأسماء المحلية الرسمية:
- الصفة: صومالي
- Demonym (s): Somali؛ [2]
- قائمة الدول حسب المعيار الدولي أيزو 3166-1 ISO : SO ،SOM ،706
- أيزو 3166-2 : انظر ISO 3166-2: SO
- انترنت النطاق الأعلى في ترميز الدولة: .so

## جغرافيا الصومال
- الصومال: دولة قومية
- الموقع:

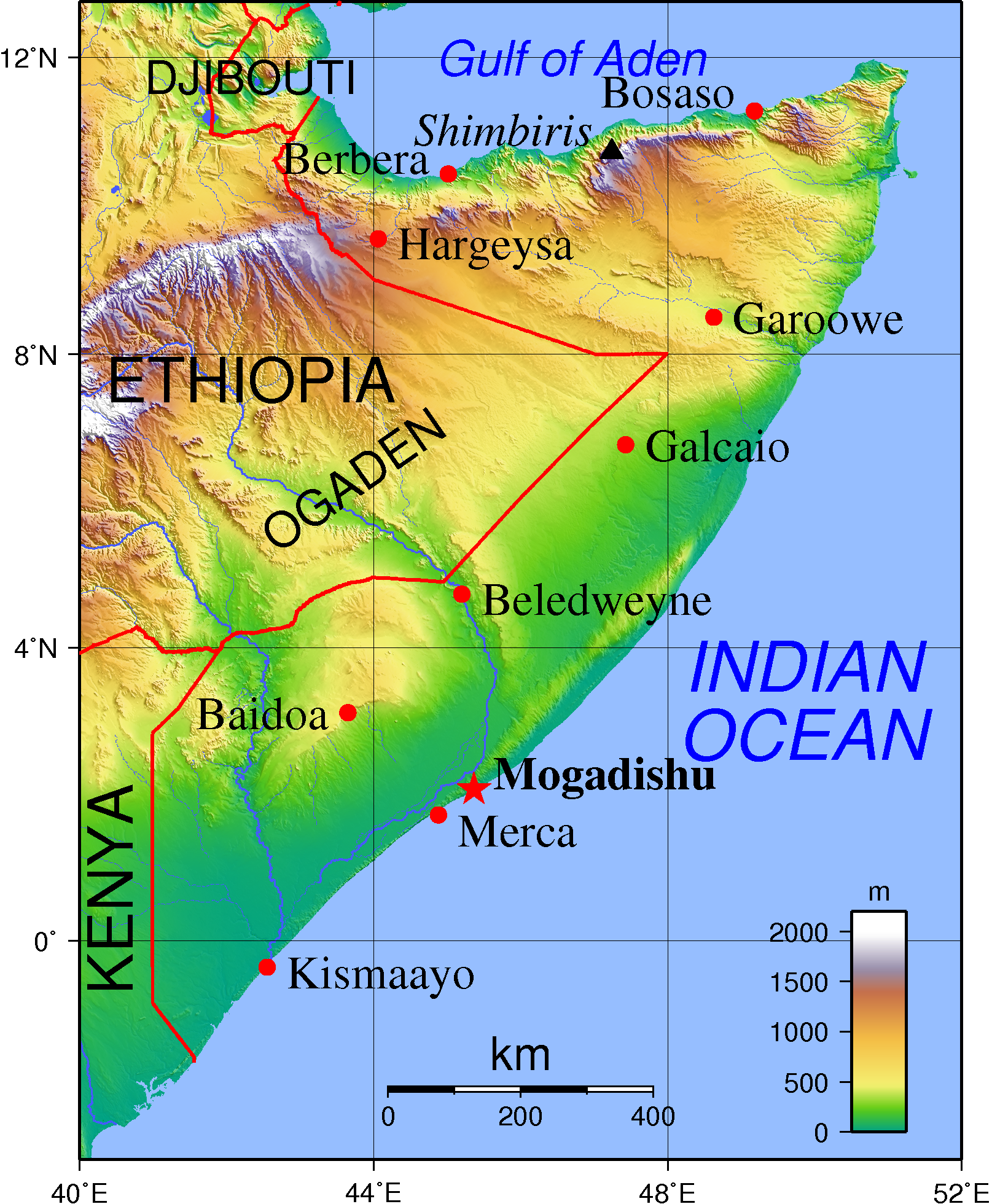
خريطة طبوغرافية موسعة للصومال

  - نصف الأرض الشرقي، على خط الاستواء
  - إفريقيا
    - شرق إفريقيا
      - القرن الإفريقي

  - المنطقة الزمنية: توقيت شرق إفريقيا ( UTC + 03 )
  - النقاط المتطرفة في الصومال
    - أعلى: شيمبيريس 2,450 م (8,038 قدم)
    - أدنى: المحيط الهندي 0 م

  - الحدود البرية: 2340 كم

 جيبوتي 58 كم
 إثيوبيا 1,600 كم
 كينيا 682 كم
- الساحل: 3,025 كم

- تعداد سكان الصومال: 15,442,905 - قائمة البلدان والتبعيات حسب عدد السكان
- مساحة الصومال: 637661 كم 2
- أطلس الصومال

### البيئة في الصومال

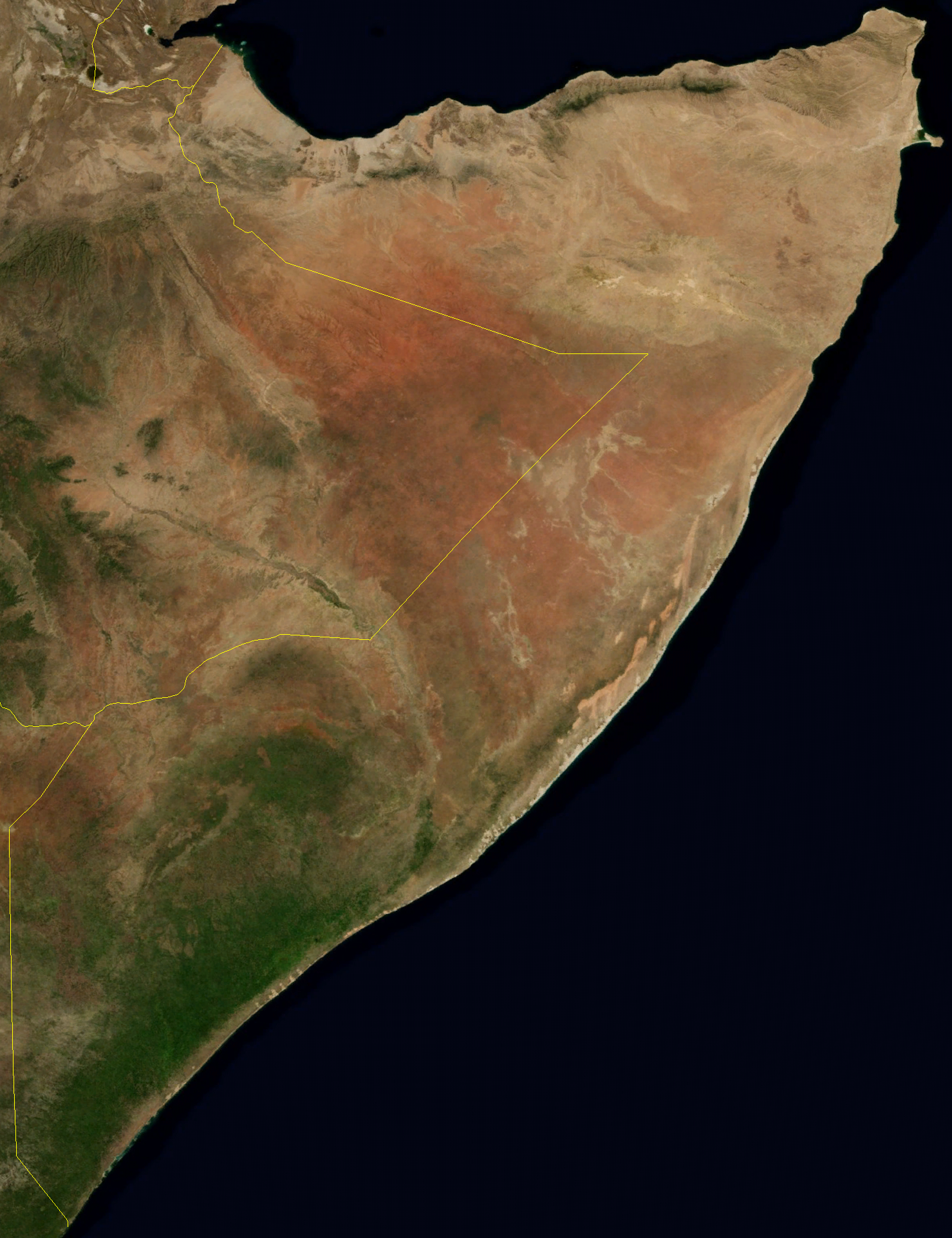
صورة بالأقمار الصناعية للصومال

- مناخ الصومال
- القضايا البيئية في الصومال
- المناطق البيئية في الصومال
- المناطق المحمية في الصومال
  - المتنزهات الوطنية في الصومال
- الحياة البرية في الصومال
  - فلورا الصومال
  - الحيوانات في الصومال
    - طيور الصومال
    - ثدييات الصومال

#### السمات الجغرافية الطبيعية للصومال
- الأنهار الجليدية في الصومال: لا توجد [4]
- أنهار الصومال

### مناطق الصومال
ولايات ومناطق الصومال

#### المناطق البيئية في الصومال
قائمة المناطق البيئية في الصومال
- المناطق البيئية في الصومال

#### التقسيمات الإدارية في الصومال
التقسيمات الإدارية في الصومال
- محافظات الصومال
  - مقاطعات الصومال
    - مدن الصومال

##### المحافظات
محافظات الصومال
- بكول
- بنادر
- باري
- باي
- جلجدود
- جدو
- هيران
- جوبا الوسطى
- جوبا السفلى
- مدج
- نوجال
- شبيلي الوسطى
- شبيلي السفلى

##### محافظات متنازع عليها
- أودال
- سناج
- سول
- توغدير
- وقويي جالبيد

### ديموغرافيا الصومال
التركيبة السكانية في الصومال

## سياسة الصومال
سياسة الصومال
- هيكل الحكومة:
- عاصمة الصومال: مقديشو
- تاريخ الحكومة الاتحادية الانتقالية لجمهورية الصومال
- تاريخ الصومال (1991-2006)
- الانتخابات في الصومال
- الأحزاب السياسية في الصومال

### فروع الحكومة الصومالية
حكومة الصومال

#### الفرع التنفيذي لحكومة الصومال
- رأس الدولة: رئيس الصومال حسن شيخ محمود
- رئيس الحكومة : رئيس وزراء الصومال حمزة عبدي بري
- مجلس الوزراء الصومالي

#### الفرع التشريعي للحكومة الصومالية
- برلمان الصومال: البرلمان الفيدرالي ( مجلس الشعب و مجلس الشورى)

#### الفرع القضائي للحكومة الصومالية
القضاء في الصومال

### العلاقات الخارجية للصومال
العلاقات الخارجية للصومال
- البعثات الدبلوماسية في الصومال
- البعثات الدبلوماسية الصومالية

#### العضوية في المنظمات الدولية
جمهورية الصومال عضو في:
| - مجموعة دول إفريقيا والكاريبي والمحيط الهادئ (ACP) - بنك التنمية الإفريقي (AfDB) - الاتحاد الإفريقي (AU) - الصندوق العربي للإنماء الاقتصادي والاجتماعي (AFESD) - صندوق النقد العربي (AMF) - مجلس الوحدة الاقتصادية العربية (CAEU) - منظمة الأغذية والزراعة (FAO) - مجموعة ال77 (G77) - الهيئة الحكومية للتنمية (IGAD) - البنك الدولي للإنشاء والتعمير (IBRD) - منظمة الطيران المدني الدولي (ICAO) - منظمة الشرطة الجنائية الدولية (Interpol) - مؤسسة التنمية الدولية (IDA) - الاتحاد الدولي لجمعيات الصليب الأحمر والهلال الأحمر (IFRCS) - مؤسسة التمويل الدولية (IFC) - الصندوق الدولي للتنمية الزراعية (IFAD) - منظمة العمل الدولية (ILO) - المنظمة البحرية الدولية (IMO) - صندوق النقد الدولي (IMF) - اللجنة الأولمبية الدولية (IOC) | - منظمة الهجرة الدولية (IOM) - الحركة الدولية للصليب الأحمر والهلال الأحمر (ICRM) - الاتحاد الدولي للاتصالات (ITU) - المنظمة الدولية للإتصالات الفضائية (ITSO) - الاتحاد البرلماني الدولي (IPU) - البنك الإسلامي للتنمية (IDB) - جامعة الدول العربية (LAS) - حركة عدم الانحياز (NAM) - منظمة التعاون الإسلامي (OIC) - الأمم المتحدة (UN) - مؤتمر الأمم المتحدة للتجارة والتنمية (UNCTAD) - يونسكو (UNESCO) - المفوضية السامية للأمم المتحدة لشؤون اللاجئين (UNHCR) - منظمة الأمم المتحدة للتنمية الصناعية (UNIDO) - الاتحاد البريدي العالمي (UPU) - الاتحاد العالمي لنقابات العمال (WFTU) - منظمة الصحة العالمية (WHO) - المنظمة العالمية للملكية الفكرية (WIPO) - المنظمة العالمية للأرصاد الجوية (WMO) |

الصومال هي واحدة من سبع دول أعضاء في الأمم المتحدة، ليست دولة عضو في منظمة حظر الأسلحة الكيميائية.

### القانون والنظام في الصومال
القضاء في الصومال
- الكحول في الصومال
- القنب في الصومال
- عقوبة الإعدام في الصومال
- دستور الصومال
- الجريمة في الصومال
  - الخطف واحتجاز الرهائن في الصومال
  - القرصنة في الصومال
  - الإرهاب في الصومال
- حقوق الإنسان في الصومال
  - حقوق المثليين في الصومال
- إنفاذ القانون في الصومال
- الزواج في الصومال
  - تعدد الزوجات في الصومال
- حير

### عسكرية الصومال
القوات المسلحة الصومالية
- قيادة القوات المسلحة
  - القائد العام : أدوا يوسف راجي
    - وزارة الدفاع الصومالية
- القوات
  - جيش الصومال
  - البحرية الصومالية
  - القوات الجوية الصومالية
- التاريخ العسكري للصومال

### الحكومة المحلية في الصومال
الحكومة المحلية في الصومال

## تاريخ الصومال
تاريخ الصومال
- الأحداث الجارية في الصومال
- التاريخ الاقتصادي للصومال
- تاريخ الحكومة الاتحادية الانتقالية لجمهورية الصومال
- التاريخ البحري للصومال
- التاريخ العسكري للصومال
  - الحرب الأهلية الصومالية
    - محاولات المصالحة في الصومال (1991-2004)
    - الفصائل في الحرب الأهلية الصومالية
    - الجدول الزمني للحرب في الصومال
      - 2006 الجدول الزمني للحرب في الصومال
      - 2007 الجدول الزمني للحرب في الصومال
      - 2008 الجدول الزمني للحرب في الصومال
      - الجدول الزمني لعام 2009 للحرب الأهلية الصومالية
      - الجدول الزمني لعام 2010 للحرب الأهلية الصومالية
      - 2011 الجدول الزمني للحرب الأهلية الصومالية
      - الجدول الزمني لعام 2012 للحرب الأهلية الصومالية
      - الجدول الزمني 2013 للحرب الأهلية الصومالية
      - 2014 الجدول الزمني للحرب الأهلية الصومالية
      - الجدول الزمني 2015 للحرب الأهلية الصومالية
      - الجدول الزمني لعام 2016 للحرب الأهلية الصومالية
      - الجدول الزمني لعام 2017 للحرب الأهلية الصومالية
      - الجدول الزمني 2018 للحرب الأهلية الصومالية

    - حرب الصومال (2006-2009)
    - الحرب الأهلية الصومالية (2009 - الآن)
- التاريخ السياسي للصومال

## ثقافة الصومال
ثقافة صومالية
- العمارة الصومالية
- المطبخ الصومالي
- لغات الصومال
- الإعلام في الصومال
- رموز الصومال الوطنية
  - شعار الصومال
  - علم الصومال
  - النشيد الوطني للصومال
- العطل الرسمية في الصومال
- الدين في الصومال
  - الإسلام في الصومال
  - المسيحية في الصومال
    - الكاثوليكية الرومانية في الصومال

### الفن في الصومال
- الفن الصومالي
- سينما صومالية
  - صوماليوود
- أدب الصومال
- موسيقى الصومال

### الرياضة في الصومال
الرياضة في الصومال
- منتخب الصومال لكرة القدم
- منتخب الصومال لكرة القدم الشاطئية
- الدوري الصومالي الممتاز لكرة القدم
- كأس الصومال
- الاتحاد الصومالي لكرة القدم
- منتخب الصومال لكرة السلة
- الصومال في دورة الالعاب الاولمبية

## الاقتصاد والبنية التحتية في الصومال
اقتصاد الصومال
- قائمة الدول حسب الناتج المحلي الإجمالي: المرتبة 151
- الزراعة في الصومال
- البنوك في الصومال
  - البنك المركزي الصومالي
- الاتصالات في الصومال
  - الإنترنت في الصومال
- شركات الصومال
- عملة الصومال : الشلن
  - ISO 4217 : SOS
- التاريخ الاقتصادي للصومال
- الطاقة في الصومال
- الرعاية الصحية في الصومال
- التعدين في الصومال
- بورصة الصومال
- السياحة في الصومال
- النقل في الصومال
  - المطارات في الصومال
  - النقل بالسكك الحديدية في الصومال

## التعليم في الصومال
التعليم في الصومال
- مكتبة الصومال الوطنية
- الجامعات في الصومال

## روابط خارجية
أطلس ويكيميديا حول Somalia
- المياه المضطربة في الثقب الأسود البحري ، مركز لاهاي للدراسات الإستراتيجية ، مايو 2008
- العدوان الأمريكي الإثيوبي على الصومال في يناير 2007
- عمليات الصومال: الدروس المستفادة كينيث ألارد (CCRP ، 1995)
- من الدولة القومية إلى الأمة عديمة الجنسية: التجربة الصومالية نسخة محفوظة 24 يناير 2010 على موقع واي باك مشين. بقلم مايكل فان نوتين (أمستردام ، 2000)
- "الحفاظ على العلاقات الأمنية الأمريكية بالصومال" (بالإنجليزية) ، بقلم مايكل جونز ، مؤسسة هيريتيج ، 26 ديسمبر / كانون الأول 1989.
- المواقف العربية المتغيرة من الصراع في الصومال
- "قلق الانفصال" ، مقال في The Walrus حول اضطراب ما بعد الصدمة بين المحاربين الصوماليين.
- بين كات وكاتيوشا مقال مفصل عن تاريخ الصومال المعاصر

أخبار؛
- الصومال - حالة الحرب منذ عام 1991 على قناة فرنسا 24 - تقرير خاص عن الصومال على قناة فرانس 24 الدولية الاخبارية
- "الصومال في أزمة" - مجموعة مقالات على البي بي سي
- عناوين أخبار الصومال
- كفاح الصومال من أجل الاستقرار نسخة محفوظة 28 سبتمبر 2013 على موقع واي باك مشين. ، NewsHour على الإنترنت مع جيم ليهرر
- هيومن رايتس ووتش: الولايات المتحدة متورطة في الاعتقال السري لصوماليين ، Breaking Legal News 2007/04/01
- إيرين الأخبار والتحليلات الإنسانية في الصومال
- المبعوث الأمريكي الخاص يستشهد بانتشار "انعدام الثقة" في مجلس الحكومة الصومالية للعلاقات الخارجية
- تقرير ITN / CNN "الحرب تمزق الصومال" نسخة محفوظة 31 أغسطس 2010 على موقع واي باك مشين. ، تقرير حديث عن مقديشو ، 10 أكتوبر / تشرين الأول 2007.

اقتصاد
- الفوضى والاختراع: كيف يتعامل القطاع الخاص في الصومال بدون حكومة؟
- Breaking Legal News 2007/04/01